# Фе (вірменська літера)
Ֆ, ֆ (фе, вірм. ֆե) — тридцять восьма і остання літера вірменської абетки. 
Позначає звук /f/. 
Літеру було додано в абетку в XII ст. Через таку пізню появу вона не має числового значення. 
В Юнікоді має такі коди: U+0556 для Ֆ, U+0586 для ֆ. В інших типах кодування відсутня.
| Вірменська абетка | Вірменська абетка |
| --- | ----------------- |
| Ա · Բ · Գ · Դ · Ե · Զ · Է · Ը · Թ · Ժ · Ի · Լ · Խ · Ծ · Կ · Հ · Ձ · Ղ Ճ · Մ · Յ · Ն · Շ · Ո · Չ · Պ · Ջ · Ռ · Ս · Վ · Տ · Ր · Ց · Ւ · Փ · [[Ке (вірменська літера)\|АплКо |                   |